# Estación Matheu
Matheu es una estación ferroviaria Terminal ubicada en la localidad homónima, en el Partido de Escobar, provincia de Buenos Aires, Argentina.

## Servicios
Es una estación intermedia del servicio diésel suburbano servido entre las estaciones Victoria y Capilla del Señor. En su actualidad, el servicio de trenes llega hasta Los Cardales. 
Las vías férreas siguen hacia las estaciones de Vagués,  con sentido a Luján, San Antonio de Areco, Pergamino y Río Cuarto. Hasta el año 1978 existía un servicio que unía Retiro con Río Cuarto. Hacia 1992 dejan de prestar los servicios de pasajeros a estación Pergamino y pasan a llegar solamente hasta estación Capilla del Señor.

## Historia
En el mes de febrero del año 1898, se comienza a construir la parada ferroviaria Kilómetro 54 del ramal ferroviario Victoria-Zelaya. A los pocos días de terminada su construcción, se designa a dicha parada el nombre "Domingo Matheu", al cabo de tres años de su puesta en funcionamiento, se realizó la ampliación del edificio, lo que la conllevó a la categorización de la misma como estación de ferrocarril.

## Ubicación
- Avenida: Nazarre